# Urinj
 Urinj (olaszul Urigno) falu Horvátországban, Tengermellék-Hegyvidék megyében. Közigazgatásilag Kostrena községhez (járáshoz) tartozik.

## Fekvése
Fiume központjától 8 km-re délkeletre a Tengermelléken, a Kostrena-félszigeten, a tengerparton fekszik.

## Története
Területe a 13. századtól a Frangepánok vinodoli hercegségéhez tartozott. A 16. és 17. században a Zrínyiek bakari uradalmának része volt, majd a család kihalása után előbb magyar, majd a 18. század végén osztrák kincstári birtok. 1778-ban a bakari municipium része lett. 1874-ben Kostrena többi területeivel együtt különvált Bakarból és önálló község része lett. Az önállóságot Kostrena azonban csak 1876-ig élvezte, mert a tersattói, majd a sušaki községhez csatolták.
1857-ben 406, 1910-ben 196 lakosa volt. 1920-ig Modrus-Fiume vármegye Sušaki járásához tartozott. A települést 2001-ben 128-an lakták.
Urinj a 20. század második felétől ipari övezetté vált. Az első fiumei olajfinomítót még 1883-ban építették meg a városhoz tartozó Mlaka területén, mely korának legkorszerűbb olajfeldolgozó létesítménye volt. Az olajfinomító a 19. század végén körülbelül évi hatvanezer tonna anyagot tudott feldolgozni. Ez a II. világháború elejére évi százhúszezer tonnára nőtt. Az üzem bővítésére az 1950-es évektől került sor, hiszen területe akkor 17 hektárt ölelt fel, míg a kikötői kapacitás 200-300 hektárt igényelt. Erre Fiume területén már nem volt lehetőség, ezért 1952- től elkezdődött az üzem részbeni átköltöztetése Urinj település határába. Ezután a kisebb mlakai üzem főként kenőolajok gyártásával, míg a jóval nagyobb urinji főként üzemanyag gyártással foglalkozott. 1965-re az urinji üzem belépésével a termelés 8 millió tonnára nőtt. 1980-as években az üzem már 250 féle terméket állított elő. 1984-ben megkezdődött az ólommentes benzin előállítása is. Különösen fontos szerepet játszott az üzem a honvédő háború idején, amikor a horvát hadsereget kellett ellátnia. Legutóbbi fejlesztése 2011-ben új üzemi komplexum átadásával fejeződött be.

## Lakosság
| Lakosság változása | Lakosság változása | Lakosság változása | Lakosság változása | Lakosság változása | Lakosság változása | Lakosság változása | Lakosság változása | Lakosság változása | Lakosság változása | Lakosság változása | Lakosság változása | Lakosság változása | Lakosság változása | Lakosság változása | Lakosság változása |
| ------------------ | ------------------ | ------------------ | ------------------ | ------------------ | ------------------ | ------------------ | ------------------ | ------------------ | ------------------ | ------------------ | ------------------ | ------------------ | ------------------ | ------------------ | ------------------ |
| 1857               | 1869               | 1880               | 1890               | 1900               | 1910               | 1921               | 1931               | 1948               | 1953               | 1961               | 1971               | 1981               | 1991               | 2001               | 2011               |
| 406                | 262                | 232                | 227                | 214                | 196                | 0                  | 135                | 166                | 185                | 246                | 230                | 0                  | 0                  | 128                | 0                  |

## Nevezetességei
Itt található az ország legnagyobb és legkorszerűbb olajfinomító üzeme.